# Chris Evans (giocatore di football americano)
Chris Evans (Indianapolis, 5 ottobre 1997) è un giocatore di football americano statunitense che milita nel ruolo di running back per i Cincinnati Bengals della National Football League (NFL).

## Carriera

### Cincinnati Bengals
Evansl al college giocò a football a Michigan. Fu scelto nel corso del sesto giro (202º assoluto) nel Draft NFL 2021 dai Cincinnati Bengals. Segnò il suo primo touchdown su un passaggio da 24 yard dal quarterback Joe Burrow nella vittoria sui Detroit Lions del 17 ottobre 2021. La sua stagione regolare si chiuse con 228 yard dalla linea di scrimmage e 2 touchdown.
Anche se ritorno solo due kickoff durante la stagione regolare e uno mentre era al college, fu nominato kick returner titolare per la gara di playoff contro i Las Vegas Raiders. Evans ritornò 5 kickoff for 103 yard e corse una volta per 9 yard nella vittoria dei Bengals 26-19. Nel turno successivo contro i Tennessee Titans ritornò 4 kickoff per 83 yard nella vittoria.

## Palmarès
- American Football Conference Championship: 1

Cincinnati Bengals: 2021